# Кейлір
Кейлір (ісл. Keilir) — галокластична гора в Ісландії, на півострові Рейк'янес, 378 метрів над рівнем моря. Геологи вважають, що вона є покриттям кратеру і утворилася з виверження з-під льодовика протягом льодяного віку. Її конусоподібна форма робить її здалека помітною. Моряки здавна мали Кейлір за орієнтир, так її видно з океану на морському шляху до Сандґерді через протоку Гамарссунд. Незважаючи на її круті схили, на неї не важко піднятися і з її вершини розкривається чудова панорама на околиці Рейк'явіку, океан та цілий півострів Рейк'янес.
| Ісландія | Це незавершена стаття з географії Ісландії. Ви можете допомогти проєкту, виправивши або дописавши її. |